# Constantin Alexandru
Constantin Alexandru   (Constanța, 15 de desembre de 1953 - 10 d'agost de 2014) fou un lluitador romanès, especialista en lluita grecoromana, que va competir durant les dècades de 1970 i 1980.
Durant la seva carrera esportiva va prendre part en dues edicions dels Jocs Olímpics d'Estiu, el 1976 i 1980. Fou en aquesta darrera participació quan va assolir el seu èxit més important en guanyar la medalla de plata en la competició del pes minimosca del programa de lluita grecoromana.
En el seu palmarès també destaquen dues medalles d'or i una de plata al Campionat del món de lluita; cinc d'or i una de plata al Campionat d'Europa de lluita; i una d'or i una de plata a les Universíades. També guanyà el campionat nacional del pes minimosca el 1973, 1974, 1975, 1976, 1978, 1979 i 1980 i del pes mosca el 1981, 1982 i 1983.
Alexandru va començar a lluitar a Farul Constanţa, però després es va traslladar al CSA Steaua București, on més tard va treballar com a entrenador. També va entrenar l'equip nacional i va exercir d'àrbitre internacional.